# Ascanio (principe frigio)
Ascanio (in greco antico: Ασκάνιος?, Askánios) è un personaggio della mitologia greca citato nell'Iliade come giovane condottiero frigio e fratello di Forci con cui partecipò alla guerra di Troia in aiuto del re Priamo.

## Mitologia
Omero traccia un ritratto elogiativo del condottiero alleato dei troiani: dapprima lo definisce simile ad una divinità per aspetto fisico ("deiforme", nella traduzione di Vincenzo Monti) e poi rivela che, insieme al fratello, fremeva dalla voglia di affrontare gli Achei in campo aperto.

Entrambi si misero a capo di un contingente alleato in soccorso ai Troiani, giungendo a Troia quando erano ormai passati nove anni dall'inizio del conflitto.
Ascanio portava il nome della regione frigia da lui governata (l'Ascania), che a sua volta prendeva il nome dall'omonimo lago, situato nella parte nord occidentale dell'Asia Minore (l'antica Bitinia).
Ascanio sopravvisse al fratello Forci, che invece fu ucciso da Aiace Telamonio durante la battaglia per la contesa delle spoglie di Patroclo.

## Paternità
- Secondo Apollodoro, Ascanio e Forci sono figli di Aretaone.[4]
- Omero invece, riferisce solo che Forci era figlio di Fenope, il che fa sì che questo personaggio si possa ricondurre allo stesso del padre di Ascanio (Aretaone).[2]